# René Petit
Renato Petit de Ory (Dax, 8 de octubre de 1899 - Fuenterrabía), más conocido por su nombre francés, René Petit, fue un ingeniero de caminos franco-español, conocido principalmente por su actividad como futbolista en su juventud. Fue uno de los jugadores más reconocidos del fútbol español entre las décadas de 1910 y 1930. Jugador histórico del Madrid Football Club y del Real Unión Club de Irún. Fue internacional absoluto con la selección francesa.

## Trayectoria
Renato o René Petit, vivió su vida a caballo entre España y Francia. Era hijo de un ingeniero francés que ocupaba el puesto de jefe de tráfico de la Compañía de los Caminos de Hierro del Norte de España. Su madre en cambio era española y más concretamente madrileña. 
Nació en Dax (Aquitania), considerado este como hecho como casual, ya que su madre había acudido a dicha localidad a tomar las aguas termales. Su infancia transcurrió en el País Vasco, entre las localidades de Fuenterrabía e Irún, localidad esta última que era la estación terminal de la red ferroviaria española y donde estaba destinado su padre por motivos laborales. Petit vivió en el seno de una familia acomodada y tuvo una esmerada educación de tipo francés.
A los 12 años se trasladó a vivir a Madrid donde estudió el bachillerato en el prestigioso Colegio Nuestra Señora del Pilar.
Pese al alto rendimiento anotador a lo largo de su carrera, Petit jamás se consideró un goleador, sino un hombre de pase y apoyo. Podía jugar de delantero centro pero la mayor parte de su carrera jugó en el centro del campo. Muchos consideran que Petit modernizó el fútbol español al establecer los pases y el juego en equipo frente a la anarquía existente anteriormente.

### La delantera con Bernabéu en el Madrid F. C.
En el colegio El Pilar, Petit comenzó a destacar como delantero centro. De allí pasó al equipo reserva del Madrid Football Club, y con apenas 14 años debutó con el primer equipo. Al tiempo lo hacía también el joven Santiago Bernabéu.
René y su hermano mayor Juan irrumpen durante la temporada 1914-15 en el equipo. Por aquel entonces, René era un adolescente de solo 15 años. Petit no llegó a disputar ni una treintena de encuentros con la camiseta blanca, pero le bastaron para convertirse en una de las estrellas del Madrid de la década de 1910. Fino y potente, se le puede considerar el primer jugador de la era moderna por su capacidad para interpretar el juego.
Con Petit en sus filas, el Madrid alcanza la final del Campeonato de España en dos ocasiones (1916 y 1917), obteniendo en la segunda de ellas el ansiado título que se le resistía al club desde 1908. La final de 1917 ante el Arenas de Getxo supuso la consagración de un Petit de solo 17 años. Una jugada personal de René, driblando a cuantos contrarios le salieron al paso, permitió al equipo blanco igualar un partido que tenía perdido, y que ganó finalmente con un tanto de Ricardo Álvarez en la prórroga.
Su hermano mayor no pudo participar de su éxito, ya que poco antes de la final de 1917 fue llamado a filas por el ejército francés. Juan Petit quedó gravemente herido en la Primera Guerra Mundial y ello dio al traste con su carrera como futbolista de forma prematura.
El paso de Petit por el club se resumió en 29 partidos en los que anotó 14 goles, y donde logró un Campeonato de España, y dos Campeonatos regionales. Llegó a igualar con los mencionados catorce tantos el anterior récord anotador del club establecido en 1914 por el madrileño Manuel Prast, si bien su coetáneo Bernabéu superó a ambos en su segunda temporada con 16 tantos, dejando atrás los registros de Prast y Petit, alcanzándolo este en 1917 y cuando Bernabéu ya sumaba una treintena de goles y establecer la nueva marca en 68 goles que permanecieron como el tope del club hasta los años 1930.

### Real Unión
Sin embargo, aquella era la época romántica del fútbol y el joven Petit, en vez de seguir vinculado al Madrid FC, prefirió continuar jugando al fútbol en el equipo de su tierra, el potente Real Unión de Irún que se había formado en 1915 por la fusión de los dos clubes iruneses de fútbol.
A partir de 1917 Petit jugó para el Real Unión. Como tenía que seguir estudiando en Madrid la carrera de ingeniería de caminos, para atender sus aficiones futbolísticas tenía que recurrir a la moto para recorrer la carretera Madrid-Irún para poder jugar cada domingo el partido correspondiente con los irundarras. En 1918 alcanza también la final de Copa del Rey, pero esta vez es con el Real Unión y contribuye a la derrota de su exequipo por 2-0. Es el segundo título de Copa de René.

### Estancia en Francia
Durante esos años, René fue llamado también a realizar el servicio militar en Francia, ya que poseía la nacionalidad francesa. Afortunadamente, se libró de combatir en la Primera Guerra Mundial, ya que esta finalizó antes de que fuera llamado a filas. Cuando acabó la guerra, en noviembre de 1918, acababa de cumplir los 19 años. Eso le libró de la suerte que corrió su hermano mayor.
Su fama como futbolista llegó desde España a Francia. Durante su estancia en Francia sigue jugando al fútbol y elige para ello las filas del Stade Bordelais de Burdeos. En 1920 es llamado para formar parte de la Selección de fútbol de Francia durante los Juegos Olímpicos de Amberes 1920, primera competición futbolística internacional importante disputada tras la guerra. Llega a semifinales y disputa sus dos únicos partidos como internacional.
Tras finalizar el servicio militar regresa a España.

### Los dorados años 20 del Real Unión

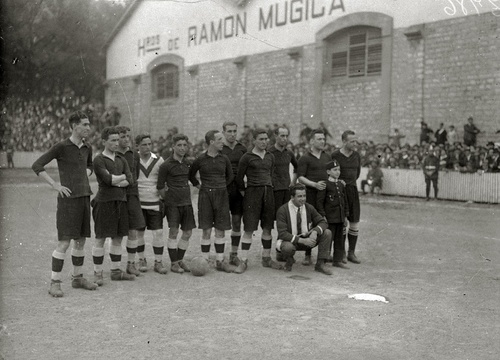
Real Unión en final de Copa de 1924. Petit a la derecha del todo.

Durante más de una década, René Petit será fijo en las alineaciones de los iruñeses. Con los fronterizos obtiene dos nuevos títulos de Copa del Rey en 1924 y 1927 y un subcampeonato en 1922, jugando las tres finales. También gana el Campeonato Regional de Guipúzcoa en varias ocasiones.
El Real Unión es considerado el mejor equipo amateur de España, luchando en pie de igualdad con escuadras que por aquel entonces ya podían considerarse profesionales. En aquella plantilla, Petit es considerado uno de los puntales del equipo y una de sus principales estrellas, junto con otros como Patxi Gamborena, un ya veterano Patricio Arabolaza, Luis Regueiro, el portero Emery, Echeveste, etc.
En 1929 debuta junto con su equipo en la recién creada competición de Liga. Petit jugará 4 temporadas con la Real Unión en Primera división hasta que su club desciende de categoría en 1932. Tras otra temporada más con el Real Unión en Segunda división, se retirará en 1933 como futbolista. Petit jugó 48 partidos en Primera División y marcó 10 goles.
En 1933, con casi 34 años de edad y casi 20 años dando patadas al balón, Petit decide retirarse del fútbol.

### Selección nacional
Fue internacional con la Selección nacional de fútbol de Francia en 2 ocasiones. El hecho de que su carrera futbolística transcurriera casi íntegramente en España fue la principal causa de que no fuera seleccionado en más ocasiones. Es más, el jugador fue seleccionado con la selección española en 1920. Pese a ello, el Comité Olímpico le negó tal posibilidad al ser naturalizado francés. Se desconoce si fue este el motivo que suscitó su integración en el seleccionado francés, o al revés, que tras haber sido ya internacional con los galos, le impidiera ser seleccionado español o simplemente su naturalización.
Durante su estancia en Francia para la realización del servicio militar fue seleccionado para la disputa de los Juegos Olímpicos de Amberes 1920. Disputó los dos partidos de la selección francesa en dicho torneo, que se saldaron con una victoria por 3-1 frente a Italia y una derrota por 4-1 ante Checoslovaquia. Francia cayó derrotada en semifinales, pero no disputó las medallas al regresar la expedición francesa a casa antes de que se disputara el torneo de consolación.
En 1925 la Federación Francesa volvió a solicitar su presencia para defender al combinado francés en un partido ante Italia, la Federación Española lo permitió pero con la advertencia al jugador de que su alineación con Francia le inhabilitaría durante 2 años para jugar en España. Por ello el jugador renunció a la selección.

## Petit ingeniero
Petit finalizó en 1924 sus estudios de ingeniería de caminos. Tras licenciarse trabajó en la realización de algunas obras públicas en Fuenterrabía e Irún. Cabe recordar que su dedicación al fútbol nunca fue profesional.
Posteriormente ingresó en la Confederación Hidrográfica del Ebro y fue enviado a trabajar en la obra del Embalse de Yesa. Esta fue la obra de su vida. La obra se paralizó poco antes de estallar la guerra civil española.
Al comienzo de la Guerra, Petit se exilió brevemente en Francia, ya que era considerado una persona afín políticamente a los sublevados e Irún al principio de la guerra era zona republicana. En 1937 Petit hizo de intermediario entre el gobierno de Franco y los jugadores vascos que estaban de gira europea con la Selección de Euzkadi ofertándoles el indulto si dejaban la gira y regresaban a España (a la zona sublevada).
Después de la Guerra trabajó en algunos proyectos en Fuenterrabía, en la reconstrucción del Puente del Arenal en Bilbao y en el Embalse del Ebro, en cuyas obras trabajó. Luego retomaría el Proyecto de Yesa.
En su faceta como ingeniero, René Petit es recordado principalmente por haber reformado el proyecto y dirigido la finalización de la construcción del Embalse de Yesa, una de las obras hidráulicas más importantes de Aragón y Navarra. Debido a este hecho tiene dedicada una de las calles principales del pueblo navarro de Yesa, donde se encuentra la presa del embalse.
Tras la inauguración del embalse en 1959 obtuvo el cargo de Jefe de Obras Públicas de Guipúzcoa, donde permaneció hasta su jubilación en 1969. En 1967 es nombrado Delegado de Obras Públicas en Guipúzcoa. Al jubilarse se le concedió la Gran Cruz de la Orden del Mérito Civil.
Residió después de su jubilación en Fuenterrabía. Falleció en 1989 con 90 años de edad.

## Clubes
| Club            | País    | Año         |
| --------------- | ------- | ----------- |
| Madrid FC       | España  | 1914-17     |
| Real Unión      | España  | 1917-18     |
| Stade Bordelais | Francia | 1918 - 1920 |
| Real Unión      | España  | 1920-1933   |

## Títulos

### Campeonatos nacionales
| Título | Club            | Año  |
| ------ | --------------- | ---- |
| Copa   | Madrid F. C.    | 1917 |
| Copa   | Real Unión Club | 1918 |
| Copa   | Real Unión Club | 1924 |
| Copa   | Real Unión Club | 1927 |

## Participaciones en Juegos Olímpicos
| Mundial                          | Selección | Resultado   |
| -------------------------------- | --------- | ----------- |
| Juegos Olímpicos de Amberes 1920 | Francia   | Semifinales |